# مبروك عطية
مبروك عطية (1958 -): هو داعية، وأكاديمي مصري، ولد في المنوفية عام 1958، التحق مبكرًا بالأزهر، وحصل على الدكتوراه مع مرتبة الشرف من جامعة القاهرة عام 1989. يعمل حاليًا رئيسًا لقسم الدراسات الإسلامية بجامعة الأزهر، وكان قبل ذلك دكتور في جامعة الإمام محمد بن سعود - جامعة الملك خالد - في مدينة أبها بالمملكة العربية السعودية، حاصل ليسانس الشريعة والقانون شعبة الشريعة الإسلامية من كلية الشريعة والقانون بجامعة الأزهر في مايو 2021.
قدّم عطية برنامجين تلفزيونين الأول برنامج الموعظة الحسنة على قناة دريم، والثاني برنامج كلمة السر على قناة إم بي سي مصر. وكلا البرنامجين متخصصان في الفتاوى الدينية.
كما يقدم برنامج على قناة عرب كاست عبر يوتيوب بعنوان "كلام مبروك"، استضاف فيه مؤخرًا فنانين ومؤديي مهرجانات شعبية مصرية مثل حسن شاكوش وسعد الصغير وطلب في البرنامج من حسن أداء الأذان ومن سعد تلاوة آيات من القرآن الكريم، الأمر الذي أثار جدلاً واسعاً وانتقادات حادة له بين الأوساط الأكاديمية والجمهور وتقديم شكاوى ضده من أعضاء هيئة التدريس بجامعة الأزهر حول محتوى البرنامج، معتبرين أن بعض ما يقدمه لا يتناسب مع مكانة أستاذ في الأزهر الشريف، الأمر الذي دفع رئاسة جامعة الأزهر إلى إحالة عطية للتحقيق واستدعائه لجلسة استماع.

## مولده ونشأته
ولد في دبركى مركز منوف محافظة المنوفية على كنف والده العملاق في حرفته وفي حفظه للقرآن أنجبت والدته خمسة أشقاء ماتوا فلما جاء للدنيا قالت الجارة لأمه «ربنا يجعله مبروكاً لك هذه المرة»، وقال أبوه وهو مبروك فلهذا سميت مبروك،
حفظ القران في كتاب الشيخ الدناسورى، وكان أبوه عليه رحمة الله محفزا له، يقول الدكتور مبروك حفظت القرآن كاملا وعمرى 6 سنوات، وبمجرد أن أتممت حفظ القرآن التحقت بالمدرسة الابتدائية التابعة لوزارة التربية والتعليم لأنه كان هناك نظام أن حافظ القرآن الكريم يقدم له في الأزهر الشريف في مسابقة وبالفعل نجحت في المسابقة وانتقلت بعد الصف الثالث الابتدائي إلى الصف الأول الإعدادي.

## مؤلفاته
ألّف مبروك عطية أكثر من عشرين مؤلفًا، منها: 
- ركائز الدعاء
- الأولويات في الفكر الإسلامي
- أغبياء يدخلون النار
- فتاوى الشيطان.
- نفي الفقر عن الرسول الكريم.
- رحمة الله بين الرجاء واليأس
- الوسطية في الدين والإبداع
- الدنيا بعين رسول الله وفي عينيه
- صحابة غير مشهورين
- الشهوات بين الحلال والحرام
- أخطاء شائعة في تفسير القران الكريم
- الإسلام كما عرفه الصحابة
- فقه الأوطان
- الصدقة أفضل العبادات
- غش القلوب
- لمن تقال الكلمات
- الاسرة بين واقع الدين والحياة
- عبقرية السلوك في الإسلام
- إقامة الدين بالشباب
- تزكية النفوس
- تعريف الأطفال بالإسلام
- النكد أسبابه وعلاجه
- التعرف على الله
- الطريق إلى وجه الله
- الماء الذي لا يروى
- بيئة القران الكريم
- الاعتبار اهله ومواضعه واثاره
- درس الإحساس في المثل القرآنى
- أحلام يسيرة دونها اهوال
- روح العبادة في الإسلام
- مفتاح الجنة
- كتاب الحب في الإسلام

## مرضه
أجرى الدكتور مبروك عطية الأستاذ بجامعة الأزهر الشريف عملية جراحية استأصل إصبعين من أصابع القدم نتيجة مشكلة بهما بسبب مرض السكري.
كما عانى منذ فترة من ضيق الأوعية الدموية وأجرى سابقاً جراحة لتوسيع الشرايين